# Darlingia
- Commons
- Wikispecies

Darlingia é um género botânico pertencente à família Proteaceae.